# Llista de mètodes de camuflatge

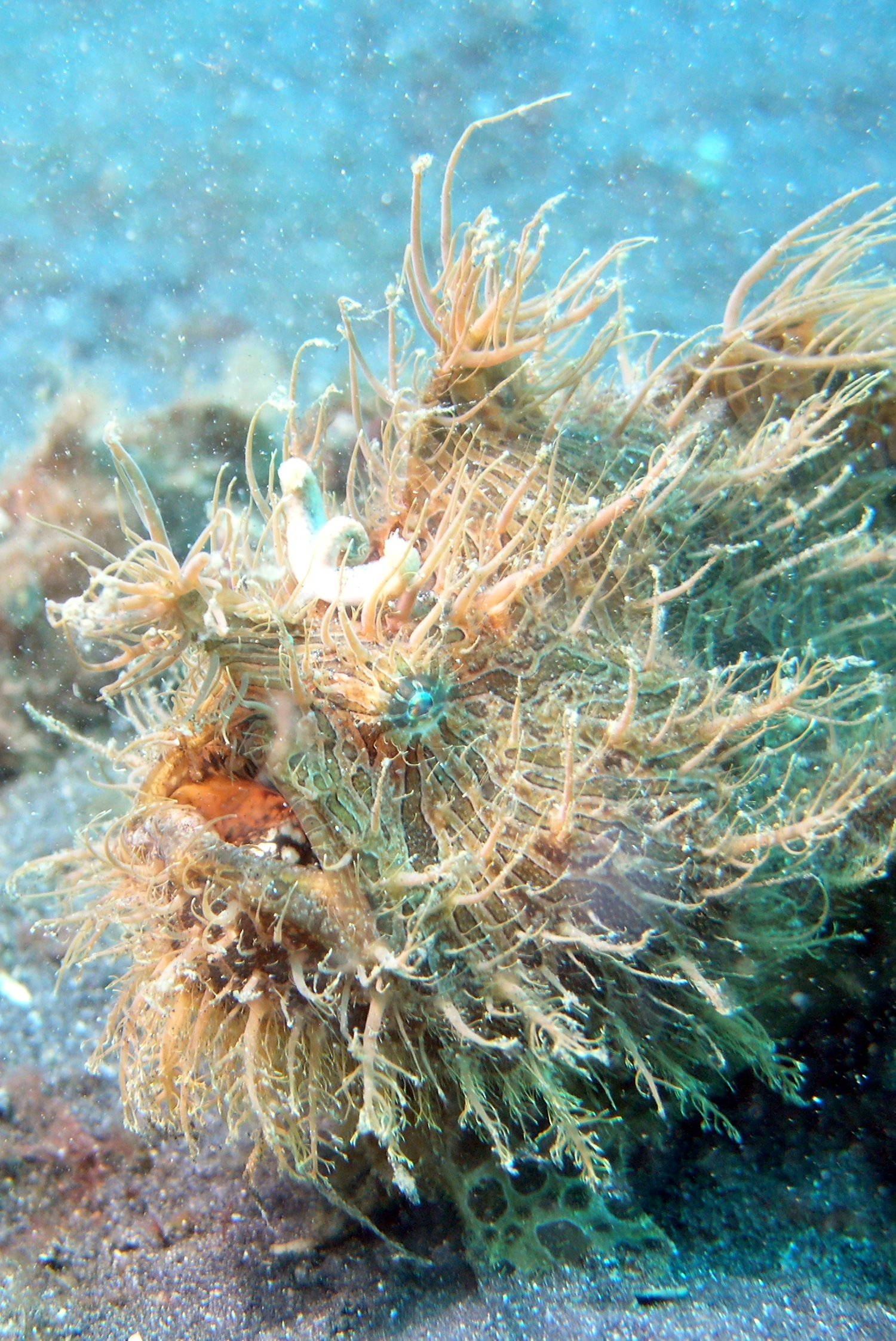
Antennarius striatus camuflat en el fons oceànic subtropical

El camuflatge és l'ocultació d'animals o objectes d'interès militar mitjançant qualsevol combinació de mètodes que els permeti passar desapercebuts. Això inclou l'ús de coloració disruptiva de contrast elevat com la que es fa servir en uniformes militars, però qualsevol mètode que retardi el reconeixement es pot utilitzar com a camuflatge. El camuflatge també involucra l'engany, ja sigui assemblant-se amb el fons o bé assemblant-se amb alguna altra cosa que pot fins i tot ser visible a simple vista pels observadors.
A la taula a continuació es comparen diferents mètodes de camuflatge utilitzats per animals terrestres, aeris i aquàtics, així com mètodes utilitzats en l'àmbit militar. Molts dels mètodes de camuflatge: per exemple, l'antílop jeroglífic es contraombreja en tot el seu cos i, al mateix temps, fa ús de la coloració disruptiva amb petites taques pàl·lides. Fins que es descobrí el contraombreig en la dècada del 1890, la coloració protectora es considerava que era principalment una manera de combinar colors però, encara que això és important, existeixen d'altres mètodes que proveeixen un camuflatge efectiu.
Quan una entrada està marcada com a Dominant significa que aquest mètode és utilitzat àmpliament en aquest medi, en la majoria de casos. Per exemple, el contraombreig és molt comú entre els animals terrestres, però no pas en l'àmbit del camuflatge militar. Els mètodes de camuflatge dominants al medi terrestre són el contraombreig i la coloració disruptiva, que s'ajuden d'altres mètodes d'ús menys freqüent. Els mètodes de camuflatge en mar obert són la transparència, la reflexió i la contrail·luminació. La transparència i la reflectivitat són dominants en els 100 m superiors de l'oceà. La majoria d'animals de l'oceà obert utilitzen un o més d'aquests mètodes. El camuflatge militar es basa de manera predominant en patrons disruptius, encara que s'han utilitzat altres mètodes.
El 1890, el zoòleg anglès Edward Bagnall Poulton categoritzà els colors animals segons els seus usos, els quals cobreixen tant el camuflatge com el mimetisme. Les categories de Poulton foren continuades per Hugh Cott el 1940. A la taula es llisten les categories de Poulton rellevants. Quan la definició de Poulton cobreix un mètode però no l'anomena explícitament, la categoria es troba anomenada entre parèntesis.

## Comparacions
| Mètode | Categoria de Poulton | Terrestre, aeri                 | Submarí                                     | Militar                                         |
| --- | --- | ------------------------------- | ------------------------------------------- | ----------------------------------------------- |
| Mimetisme: semblança a quelcom que no és d'interès per l'observador | Aparença especial agressiva: mimesi d'un predador per semblar inofensiu                                                                                 | Mantis flor                     | Antennàrid verd                             | «Sunshield»                                     |
| Mimetisme: semblança a quelcom que no és d'interès per l'observador | Aparença especial protectora: semblança d'una presa a un objecte específic per evitar ser detectada pel depredador                                      | Kallima inachus                 | Hoplophrys oatesi                           | —                                               |
| Combinació de colors: colors similars a joc amb l'ambient | Aparença general protectora: semblança amb l'ambient d'una manera general                                                                               | Reineta arbòria                 | Truita comuna                               | Uniformes caqui, 1910                           |
| Coloració disruptiva: contrast elevat de coloració que difumina els contorns de tal manera que l'observador no reconeix el subjecte                                                  | (Un tipus de) aparença general protectora | Podargus papuensis Dominant     | Antennarius commerson                       | Camuflatge DPM Dominant                         |
| Variació estacional: coloració que canvia segons l'estació de l'any, normalment d'estiu a hivern i viceversa                                                                         | Aparença general protectora variable: coloració que s'assembla al fons de cada estació d'una manera general                                             | Llebre polar                    | —                                           | Granota de neu                                  |
| Contraombreig lateral o de Thayer: tonalitat fosca a dalt i clara a baix, descendint gradualment, de tal manera que es cancel·la l'efecte aparent d'auto-ombra quan es veu de costat | — | Antílop jeroglífic Dominant     | Tauró                                       | Armes de Hugh Cott                              |
| Contraombreig superior/inferior: diferents colors o patrons a dalt i a baix, per camuflar la part superior d'observadors des de sobre i la part inferior d'observadors des de sota   | — | —                               | Pingüí                                      | Supermarine Spitfire                            |
| Contrail·luminació: generació de llum per augmentar la lluminositat del subjecte per concordar amb un fons més brillant                                                              | — | —                               | Watasenia scintillans Dominant (100–1000 m) | Llums de Yehudi (prototip)                      |
| Transparència: permissió que passi tanta llum que el subjecte és difícil de veure en condicions de llum corrents                                                                     | (Un tipus de) aparença general protectora | Centrolènid                     | Ctenòfor Dominant (0–100 m)                 | —                                               |
| Reflexió: reflexió de prou llum, normalment des dels costats, per mostrar el subjecte com a part de l'ambient                                                                        | (Un tipus de) aparença general protectora | —                               | Sardina Dominant (0–100 m)                  | —                                               |
| Autodecoració: cobertura d'un mateix amb materials de l'entorn | Protecció adventícia: cobertura d'un mateix amb materials que no són parts del propi cos                                                                | Caçador emmascarat              | Cranc decorador                             | Vestit ghillie                                  |
| Ocultació de l'ombra: possessió de característiques tals com vorells o un cos pla per reduir o amagar l'ombra                                                                        | — | Draco indochinensis             | —                                           | Malla de camuflatge                             |
| Contorn irregular: contorn complex o trencat (que pot ajudar a retardar el reconeixement per part de l'observador)                                                                   | (Un tipus de) aparença general protectora | Polygonia c-album               | Cavallet de mar foliaci                     | Tela teixida, branques                          |
| Disrupció de característica: marques d'elevat contrast que trenquen o oculten de manera específica característiques distintives del subjecte                                         | — | Franja ocular d'Oxybelis aeneus | Franja ocular de la còbia                   | Ànima de canó del Sherman Firefly               |
| Distracció: coloració que distreu l'atenció de l'observador d'una característica del subjecte (com el cap o l'ull)                                                                   | — | Ocel del paó de dia             | Chaetodon capistratus                       | Falsa estela en camuflatge de vaixells          |
| Camuflatge actiu: canvi suficientment ràpid de la coloració per mantenir la semblança amb el fons mentre el subjecte es mou                                                          | Aparença variable agressiva, aparença variable protectiva: variació de la coloració per assemblar-se al fons, en el predador i la presa, respectivament | Camaleó de caperutxa            | Pop                                         | Adaptiv (prototip) (vegeu l'article per imatge) |
| Camuflatge de moviment: aproximació a l'objectiu de tal manera que sembla que el subjecte romangui quiet des de la perspectiva de l'observador                                       | — | Syritta pipiens                 | —                                           | Míssil aire-aire                                |